# بیمارستان فارابی (بستک)
بیمارستان فارابی بستک یک بیمارستان دولتی و زیرمجموعه دانشگاه علوم پزشکی هرمزگان است که در شهر بستک در غرب استان هرمزگان قرار دارد.
این بیمارستان ۶۴ تخت‌خوابی در فضایی به وسعت ۶۷۰۰ مترمربع و با اعتباری افزون بر ۲۲۰ میلیارد ریال احداث شده  و  در بلوار امام خمینی، بلوار دکتر سعیدی شهر بستک قرار دارد.
در سال ۱۳۹۵ بر مبنای شاخص‌های اعتباربخشی وزارت بهداشت، درمان و آموزش پزشکی، این بیمارستان موفق به کسب رتبه درجه یک کشوری شد.

## تاریخچه
تا پیش از سال ۱۳۹۴ شهر بستک دارای بیمارستان فکری بود. این بیمارستان سال ۱۳۶۵ خورشیدی با ظرفیت ۳۰ تخت ثابت تأسیس شده و در زمان فعالیت ۲۰ تخت آن قابل استفاده بود.
دی ۱۳۹۲ بر اثر وقوع زلزله ۵٫۵ ریشتری در شهر بستک، بخش زیادی از ساختمان بیمارستان فکری تخریب شد به طوری که قابل استفاده نبود. از این رو پس از انتقال موقت بیمارستان فکری به یک بیمارستان صحرایی، مراحل ساخت بیمارستان جدیدی در بستک آغاز شد.
این بیمارستان در اردیبهشت ۱۳۹۴ با حضور دکتر حسن قاضی‌زاده هاشمی وزیر بهداشت و درمان به بهره‌برداری رسید.

## بخش‌ها و امکانات
بیمارستان فارابی بستک دارای ظرفیت ۶۴ تخت مصوب است و علاوه بر بیماران شهرستان بستک، بیماران زیادی از شهرها و بخش‌های مجاور هم جهت اقدامات تشخیصی و درمانی به این مرکز ارجاع داده می‌شوند.
بخش‌ها و واحدهای این بیمارستان عبارت‌اند از:
اورژانس، سی سی یو، آی سی یو، اتاق عمل، داخلی، جراحی، اطفال، زایشگاه، اعصاب و روان، زنان، تالاسمی، دیالیز، آزمایشگاه، رادیولوژی، داروخانه و ... است.